# Raphitoma horrida
Raphitoma horrida é uma espécie de gastrópode do gênero Raphitoma, pertencente a família Raphitomidae.